# Shy Love

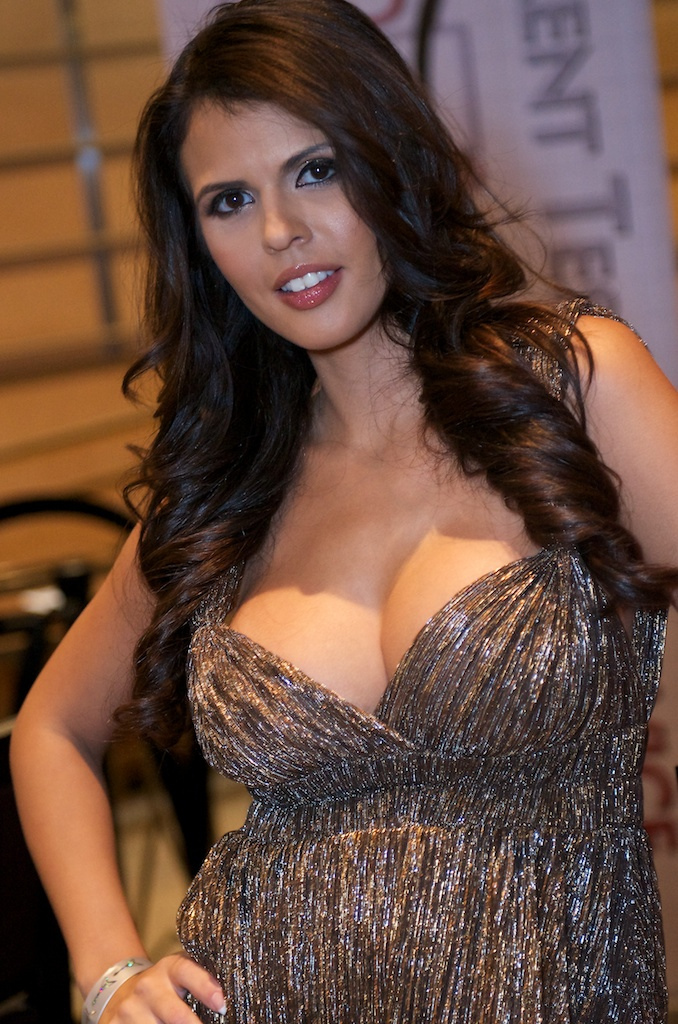
Shy Love bei den AVN Adult Entertainment Expo (2012)

Shy Love (* 27. November 1978 als Sheelagh Patricia Blumbergh Albino in Wiesbaden) ist das Pseudonym einer US-amerikanischen Pornodarstellerin und Pornoregisseurin, die 2013 in die AVN Hall of Fame aufgenommen wurde.

## Leben
Shy Love wurde als Tochter eines in Deutschland stationierten italienischstämmigen US-Amerikaners und einer Puertoricanerin geboren. Sieben Jahre nach ihrer Geburt zog die Familie in die USA nach New Haven, Connecticut. Sie besuchte die Juilliard School für Musik und Schauspiel in New York City und im Alter von 16 Jahren ein College in Süd-Florida. Love ist mit dem Produzenten Eric Hunter verheiratet; zusammen besitzen sie die eigene Produktionsfirma „Love/Hunter Catastrophe“.
Neben ihrer Karriere in der Erwachsenenunterhaltung ist sie ein Certified Public Accountant, betreibt laut ihrer Aussage ein eigenes Wirtschaftsprüfungsunternehmen und hat zwei Master-Abschlüsse. Außerdem ist sie Miteigentümerin des Nachtclubs „Pure 13“ in Colorado Springs.

## Karriere

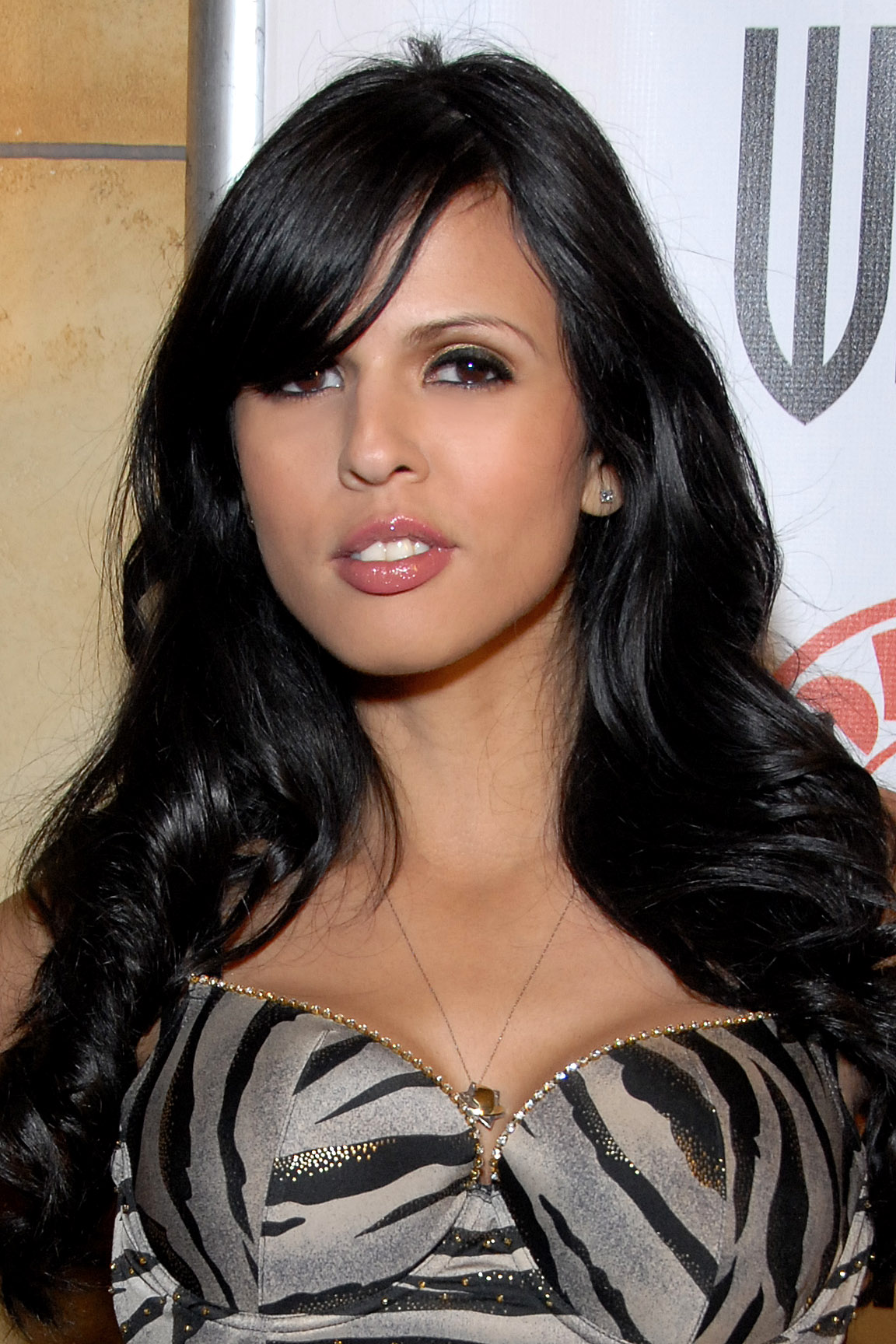
Shy Love bei den XRCO Awards (2009)

Im Jahr 2003 ließ sich Shy Love ihre Brüste vergrößern und zog nach Los Angeles, um eine Karriere als Nacktmodel zu verfolgen. Bald wurde sie für Shootings in Hardcore-Filmen und Auftritte im Fernsehen eingestellt. Sie wählte ihren Künstlernamen, weil sie nach eigenen Angaben vor ihrer Karriere sehr schüchtern gewesen sei. Shy Love war Gastgeberin einer eigenen Playboy-TV-Show namens Spice Hotel.
Im Adult-Bereich begann sie ihre eigene Filmreihe, die mit Madness Pictures verbunden ist. Love drehte eine Reihe von Filmen mit bisexuellen,  transgeschlechtlichen und Latin-Darstellern. Shy Love hat an rund 440 Filmen als Darstellerin und an 18 Filmen als Regisseurin mitgewirkt (Stand: Februar 2017).

## Filmografie (Auswahl)
- 2004: Jack’s Playground 10
- 2004: Groupie Love
- 2007: Jack’s POV 6
- Pussy Party 2
- Big Wet Asses 2
- Britney Rears 2 – I Wanna Get Laid

## Auszeichnungen und Nominierungen
- 2005: Nominiert für einen XRCO Award in der Kategorie „Best On-Screen Couple“ (Janine’s Got Male)
- 2006: Nominiert für einen AVN Award für die beste interaktive DVD Shy Love’s Cum Play With Me
- 2007: Nominiert für einen AVN Award als Female Performer of the Year
- 2007: Adultcon Top 20 Adult Actresses[3]
- 2013: Aufnahme in die AVN Hall of Fame[4]
- 2013: Nominiert für einen AVN Award als Best Director – Parody
- 2013: Nominiert für einen XRCO Award als Director of the Year – Parody